# کارلو گالی
کارلو جالی (به ایتالیایی: Carlo Galli) بازیکن فوتبال و اهل ایتالیا است که از سال ۱۹۵۳ میلادی عضو تیم ملی فوتبال ایتالیا بوده و در ۱۳ بازی ملی حضور داشته‌است. او در بازی‌های ملی‌اش ۵ گل به ثمر رساند.
کارلو جالی آخرین بازی ملی خود را در سال ۱۹۵۹ میلادی انجام داد.